# W国家公园
W国家公园主要位于尼日尔境内，在布基纳法索和贝宁也有部分。公园因尼日尔河在这里河道弯曲呈“W”状而得名。公园的10000平方公里土地基本无人居住。公园于1954年8月4日根据一项法令成立。
公园以公园内数目巨大的哺乳动物而知名，包括土豚、狒狒、水牛、猞猁、猎豹、大象、河马、狮子、薮猫和疣猪等。
公园于1996年被联合国教科文组织列入世界遗产名录。

## 气候
这个地区是典型的热带稀树草原气候，在夏季有季风带来的雨水。最冷月（一月）的气温在31.2 °C到10.7 °C之间，最热月（五月）的气温在44 °C到26 °C之间。降雨量较不稳定，一年大约有30—50天下雨，平均500—800毫米。

## 植被
植被的类型主要是苏丹类型的热带稀树草原。到1983年记录到总共454种植物，最近估计大约有500种或更多。公园内有6种主要的生境型，包括灌木丛（生长在含有红土和沙的土壤上），稀树草原，落叶林（沿季节性水道分布），半落叶林（在湿润的谷地到干燥的高低的过渡带），常绿林（生长在深的土壤上），尼日尔河泛滥平原。次生林主要在低海拔地区，大约公园的70%。

## 动物
W国家公园有典型的苏丹类型的热带稀树草原的动物。公园内有尼日尔唯一的非洲象、非洲水牛和肯尼亚水羚（Kobus kob）种群。有超过70种日行哺乳动物被记述，包括许多食肉动物，有斑鬣狗（Crocuta crocuta）、亚洲胡狼（Canis aureus）、薮猫（Felis serval）、狞猫（F. caracal）、狮、猎豹、猎狗（Lycaon pictus）。还有狒狒（Papio anubis）、赤猴（Erythrocebus patas）。有蹄类有疣猪（Phacochoerus aethiopicus）、河马、薮羚（Tragelaphus scriptus）、红肋小羚羊（Cephalophus rufilatus）、灰小羚羊（Sylvicapra grimmia）、水羚、塞内加尔小苇羚（Redunca redunca）、马羚（Hippotragus equinus）、麋羚（Alcelaphus buselaphus）、南非大羚羊、侏羚（Ourebia ourebi）、红额羚（Gazella rufifrons）。大约有150种鸟类被找到。候鸟在2月至5月间来到。珍珠鸡、大鸨、犀鸟、凤头鹧鸪（Francolinus sp.）在公园各处都能找到。猛禽中的秃鹰、吼海鵰（Haliaeetus vocifer）、猛鵰（Polemaetus bellicosus）、红脸歌鹰（Melierax gabar）也是常见的。水禽常见的有鸭科、涉禽类、鹮科、鹳科、鹭科。陆生爬行动物类包括苏卡达象龟（Geochelone sulcata）、尼罗河巨蜥（Varanus niloticus）、非洲蟒（Python sebae）、球蟒（Python regius）。水中的爬行动物包括尼罗鳄（Crocodylus niloticus）。鱼类主要是生活在尼日尔境内的尼日尔河中的鱼类。